# Stefan Kamasa
Stefan Kamasa (* 18. Juli 1930 in Bielsk Podlaski) ist ein polnischer Bratschist und Musikpädagoge.

## Leben und Wirken
Kamasa studierte von 1948 bis 1963 an der Staatlichen Musikhochschule Posen bei Jan Rakowski und setzte seine Ausbildung von 1953 bis 1956 an der Staatlichen Musikhochschule in Warschau bei Tadeusz Wroński und 1957/58 in Paris bei Pierre Pasquier fort.
Er war als Kammermusiker Mitglied des Warschauer Quartetts (ab 1962) und des Quartetts des polnischen Rundfunks und Fernsehens (Kwartet Mistrzów) (mit Konstanty Andrzej Kulka, Roman Jabłoński und Jerzy Marchwiński) und trat als Solist mit großen europäischen Sinfonieorchestern (Dresdner Philharmonie, Royal Philharmonic Orchestra, Orchestre National de France) unter Leitung von Dirigenten wie Charles Groves, Stanislaw Skrowaczewski, Jan Krenz, Moshe Atzmon, Jerzy Maksymiuk, Eliahu Inbal, Hiryoki Iwaki, Manuel Rosenthal, Witold Rowicki und Antoni Wit auf.
Sein Repertoire umfasst Werke für die Bratsche von der Barockzeit bis zur Gegenwart. Tadeusz Natanson, Roman Palester, Krzysztof Penderecki, Marek Stachowski, Tadeusz Wieczorek, François Rose und Marc Cales schrieben Werke für ihn. Mit Grażyna Bacewicz’ Orpheus gewann er 1970 den Preis für die beste Leitung beim Festival Warschauer Herbst, mit einer Komposition von Tadeusz Baird 1989 den Diapason d’or.
Seit 1958 unterrichtete Kamasa an der Staatlichen Musikhochschule Warschau, an der er 1980 den Titel eines außerordentlichen Professors erhielt. Außerdem war er ab 1984 Professor für Viola am Konservatorium von Tarbes und Gastprofessor am Krakauer Konservatorium und leitete Meisterkurse u. a. in Sankt Petersburg, Stockholm, Karlsruhe, Düsseldorf, Bordeaux, Toulouse und an der Louisiana State University. Er erhielt 1975 den Preis des Ministers für Kultur und Kunst Ersten Grades, 1977 den Preis des polnischen Komponistenverbandes und wurde mit dem Goldenen Verdienstkreuz der Republik Polen und dem Ritterkreuz des Ordens Polonia Restituta ausgezeichnet.